# Tagrijn
Een tagrijn is van oorsprong de benaming voor een handelaar in tweedehands scheepsbenodigdheden, zeil, tuigage en ijzerwaren; maar is in die betekenis enigszins in onbruik geraakt.
Tegenwoordig wordt de term wel weer gebruikt als aanduiding van een watersportwinkel, al dan niet in combinatie met een zeilmakerij. Er zijn in Nederland een aantal watersportwinkels die zich (tevens) Tagrijn noemen zoals: George Kniest in Muiderzand, Korendijk Watersport in Zwolle en Tagrijn Emma in Lelystad.

## Poppodium
Het woord Tagrijn geniet wellicht meer bekendheid als de vroegere naam van het Hilversumse cultureel (jongeren)centrum De Vorstin.
De naam Tagrijn wordt ook op andere plaatsen gebruikt om horeca-gelegenheden een naam te geven.